# Pieuses Maîtresses Filippini
Les Pieuses Maîtresses Filippini (en latin : Institutum Magistrarum Piarum Filippini) forment une congrégation religieuse féminine enseignante de droit pontifical fondée en 1707 à Rome.

## Historique
En 1685, Rosa Venerini (1656-1728) fonde les Pieuses Maîtresses Venerini à la demande du cardinal Marcantonio Barbarigo, évêque du diocèse de Montefiascone pour l'éducation des filles du peuple. Le prélat ne voulait pas de fondation religieuse hors de son diocèse, mais en 1707, une pieuse maîtresse, Lucie Filippini (1672-1732) avec l'aide des pieux ouvriers ouvre une école à Rome donnant naissance à une branche indépendante.
Accusées de quiétisme, les pieuses maîtresses sont contraintes de fermer leur école, mais en 1708 elles fondent une autre école près de l'église Santa Maria in Traspontina. La congrégation est placée en 1728 par Léon XII sous la dépendance de l'aumônerie apostolique jusqu'en 1963 quand il passe sous contrôle de la congrégation pour les instituts de vie consacrée et les sociétés de vie apostolique.

## Activités et diffusion
Les Maîtresses Filippini se consacrent à l'éducation.
Elles sont présentes en:
- Europe : Italie, Albanie, Royaume-Uni.
- Amérique : Brésil, États-Unis.
- Afrique : Érythrée, Éthiopie.
- Asie : Inde.

La maison généralice est à Rome.
En 2017, la congrégation comptait 591 sœurs dans 97 maisons.